# Oedothorax montifer
Oedothorax montifer är en spindelart som först beskrevs av James Henry Emerton 1882.  Oedothorax montifer ingår i släktet Oedothorax och familjen täckvävarspindlar. Inga underarter finns listade i Catalogue of Life.